# Andreas Hermes

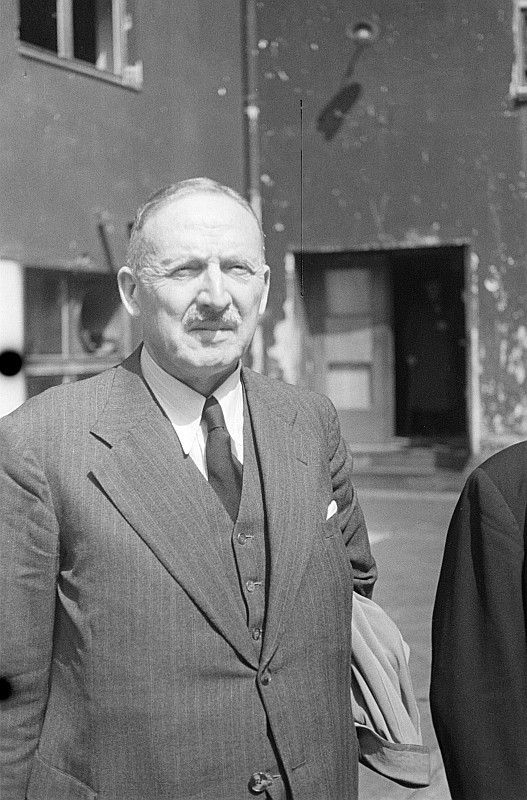
Andreas Hermes, um 1946

Andreas Hermes (* 16. Juli 1878 in Köln; † 4. Januar 1964 in Krälingen) war ein deutscher Staatswissenschaftler und Politiker (Zentrum, CDU). In der Weimarer Republik war Hermes Reichslandwirtschaftsminister und Reichsminister der Finanzen. Wegen seiner Kontakte zum deutschen Widerstand wurde er noch 1945 von den Nationalsozialisten zum Tode verurteilt. Nach dem Krieg wurde er Gründungsvorsitzender der ostdeutschen CDU, verließ Berlin aber bald darauf in Richtung Westen.

## Familie und Beruf
Hermes war Sohn des Packmeisters Andreas Hermes und dessen Frau Theresia (geb. Schmitz). Ab 1896 studierte er an den Universitäten Bonn, Jena und Berlin Landwirtschaft und Philosophie. 1898 trat er der katholischen Studentenverbindung K.St.V. Rheno-Borussia in Bonn im KV bei. Er arbeitete als Landwirtschaftslehrer und Berater eines Tierzüchters. 1906 wurde er in Jena mit einer Arbeit über die Optimierung der Fruchtfolge promoviert.
Von 1911 bis 1914 war Hermes in Rom als Direktor des Technischen Abteilung des Internationalen Agrarinstituts tätig.
Vor und während des Ersten Weltkrieges war Hermes in verschiedenen wissenschaftlichen und beratenden Funktionen im Bereich der Landwirtschaft tätig. Im Jahr 1920 heiratete er Anna Schaller. Sie bekamen zwei Töchter und drei Söhne, darunter Peter Hermes.
Andreas Hermes starb 1964 und wurde auf dem Zentralfriedhof Bad Godesberg beigesetzt.

## Politik

### Weimarer Republik
Hermes wurde 1919 Ministerialdirektor im Reichswirtschaftsministerium in Berlin. Im darauffolgenden Jahr wurde er Reichsminister für Ernährung und Landwirtschaft, vom Oktober 1921 bis August 1923 leitete er das Reichsfinanzministerium. Von 1924 bis 1928 war er Mitglied des Preußischen Landtages, von 1928 bis 1933 auch Mitglied des Reichstages. Von 1930 bis 1933 war er außerdem Präsident des Reichsverbandes der deutschen landwirtschaftlichen Genossenschaften – Raiffeisen sowie von 1928 bis 1933 Präsident der Vereinigung der deutschen Bauernvereine, 1931 umbenannt in Vereinigung der deutschen christlichen Bauernvereine.
Nach der Machtübernahme durch die Nationalsozialisten gab Hermes am 17. März 1933 sein Reichstagsmandat zurück.

### NS-Zeit: Emigration und Widerstand
Noch vor dem Ermächtigungsgesetz legte Hermes aus Protest gegen das NS-Regime seine öffentlichen Ämter nieder. Im März 1933 wurde er aufgrund eines „konstruierten Verdacht[s] der Untreue“ erstmals verhaftet und zu vier Monaten Haft verurteilt. Er ging 1936 ohne seine Familie ins Exil nach Kolumbien, kehrte 1939 nach Deutschland zurück, um seine Familie ins Exil nachzuholen, wurde aber durch den Beginn des Zweiten Weltkrieges an der Ausreise gehindert. Hermes engagierte sich im Widerstand gegen das NS-Regime, gehörte zum Kölner Kreis und hatte Kontakte zum Kreis um Carl Friedrich Goerdeler und zum Kreisauer Kreis. Nach dem Attentat vom 20. Juli 1944 wurde er verhaftet. Als Hauptmotiv für seine Beteiligung am Widerstand nannte er seine christliche Weltanschauung. Da er auf einer Ministerliste von Goerdeler als möglicher Landwirtschaftsminister genannt war, wurde er am 11. Januar 1945 zum Tode verurteilt. Seine Frau erreichte jedoch mehrmals einen Aufschub der Hinrichtung. Letztlich bewahrte die Eroberung Berlins durch sowjetische Truppen Hermes vor der Vollstreckung des Todesurteils. Er wurde mit anderen Häftlingen am 25. April 1945 vom Direktor des Gefängnisses entlassen.
Hermes schrieb am 9. September 1945 in der Neuen Zeit:

„Noch am 3. April d. J. wurden aus dem Luftschutzkeller, wo ich mit acht anderen Todeskandidaten untergebracht war, nächtens sieben Opfer herausgeholt und durch Genickschuß ermordet. […] Nur mein Freund Steltzer, mit dem ich heute in der Christlich-Demokratischen Union Deutschlands zusammenarbeite, und ich entgingen durch die Gnade Gottes der Ermordung.“

### Nachkriegszeit und Bonner Republik

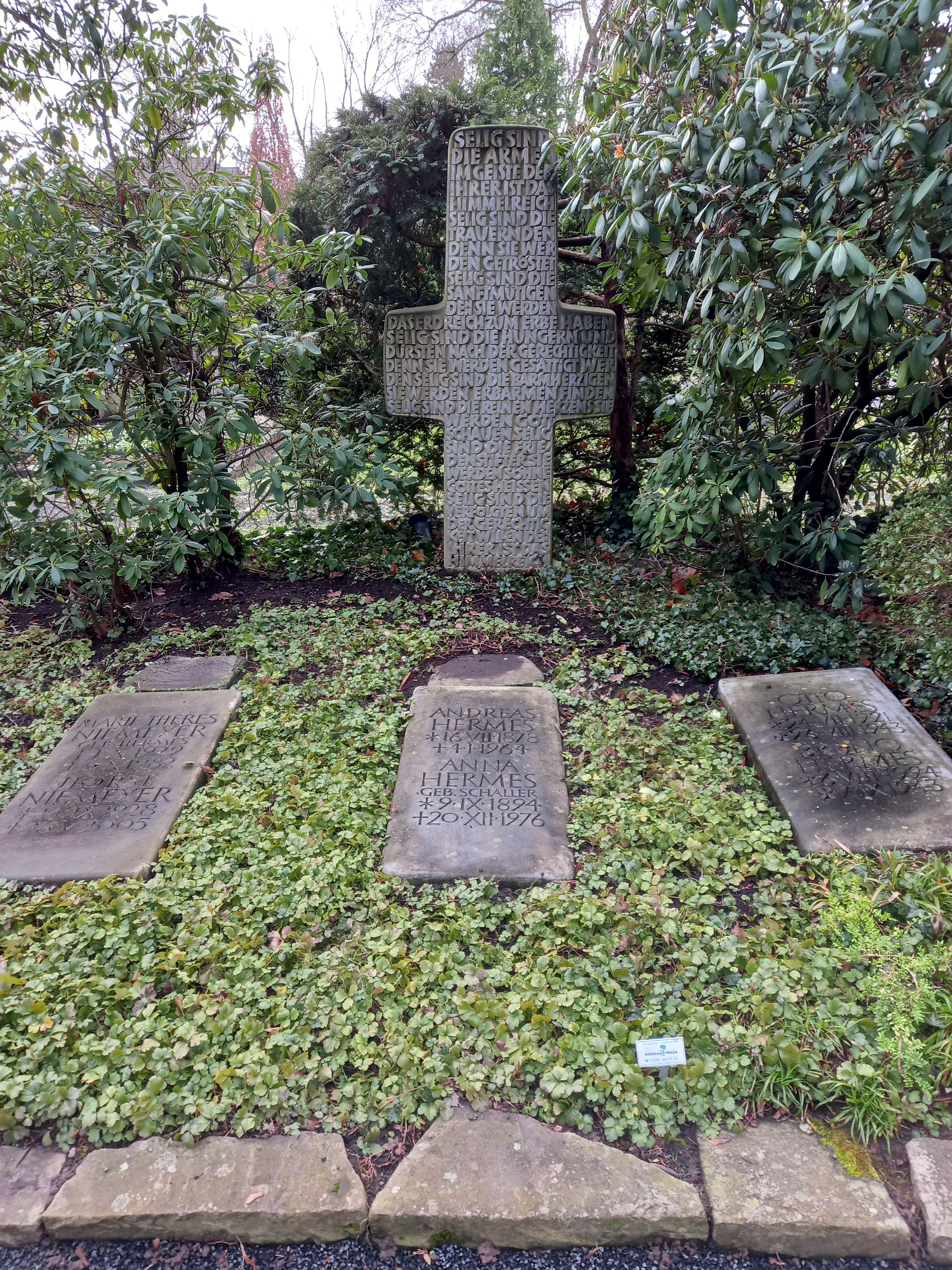
Das Grab von Andreas Hermes und seiner Ehefrau Anna geborene Schaller auf dem Zentralfriedhof Bad Godesberg in Bonn

Nach dem Zweiten Weltkrieg war Andreas Hermes Mitbegründer und Gründungsvorsitzender der CDU in der Sowjetischen Besatzungszone Deutschlands – schon im Juli 1945 eröffnete er die „Reichsgeschäftsstelle“ der CDU in Berlin. Hermes wurde zweiter Stellvertreter des Oberbürgermeisters von Groß-Berlin und Stadtrat für Ernährung. Im Dezember 1945 wurde er wegen seiner Kritik an der entschädigungslosen Bodenreform in der SBZ von der Sowjetischen Militäradministration zum Rücktritt als CDU-Vorsitzender gezwungen. Er übersiedelte nach Bad Godesberg und trat der West-CDU bei. Von 1947 bis 1948 war er Mitglied des Wirtschaftsrates, des Parlaments der Bi- bzw. Trizone in Frankfurt am Main und Vorsitzender des Ernährungsausschusses. Differenzen mit Konrad Adenauer führten dazu, dass Hermes nicht der erste Landwirtschaftsminister der Bundesrepublik Deutschland wurde.
Von 1948 bis 1955 war er Präsident des Deutschen Bauernverbandes und bis 1961 auch des Deutschen Raiffeisenverbandes. Hermes rief 1949 den „Godesberger Kreis“ ins Leben, der für die Wiedervereinigung Deutschlands und eine Verbesserung der Beziehungen zu Osteuropa eintritt. Diese Vorschläge waren in der CDU heftig umstritten. Da Hermes sich auch noch gegen die Integration der Bundesrepublik Deutschland in den Westen stellte, geriet er politisch mehr und mehr ins Abseits.

## Auszeichnungen und Würdigungen
1952 wurde Hermes Ehrenmitglied der Deutschen Gesellschaft für Fettwissenschaft. 1953 wurde er mit dem Großen Verdienstkreuz mit Stern und Schulterband der Bundesrepublik Deutschland ausgezeichnet. Zur Erinnerung an Andreas Hermes verleiht der Deutsche Bauernverband die Andreas-Hermes-Medaille.
Auch die in Bonn ansässige Andreas Hermes Akademie, die zentrale Weiterbildungseinrichtung der deutschen Agrarwirtschaft, ist nach ihm benannt.
In Köln und Bonn gibt es jeweils eine Andreas-Hermes-Straße sowie in Hannover den Andreas-Hermes-Platz. In Berlin-Rudow gab es 1964–2000 eine Andreas-Hermes-Straße in der weiterhin bestehenden Andreas-Hermes-Siedlung.
Am 16. Juli 2003 wurde anlässlich des 125. Geburtstags von Andreas Hermes dessen Lebenswerk mit einer Sondermarke in der Serie Aufrechte Demokraten gewürdigt.